# Alles Negertiv
Alles Negertiv ist ein Kollaboalbum der Rapper Megaloh aus Berlin und Sprachtot aus Mannheim. Es erschien am 9. Februar 2007 über das Label Ghetto Musik von Rapper Frauenarzt.

## Hintergründe
Der Kontakt Megalohs mit Frauenarzt entstand während der Arbeiten an seinem Sampler Reim Geschäftlich, der Ende 2006 erschien. Dort ist Frauenarzt auf dem Titel Tanz an der Stange vertreten. Auch Sprachtot steuerte zwei Stücke zu diesem Sampler bei, sodass alle drei Rapper miteinander bekannt waren. Im November 2006 wurde für Anfang 2007 eine gemeinsame LP von Megaloh und Sprachtot mit dem Titel King Kong meets Godzilla angekündigt. Das Album sollte Beats von vielen bekannten deutschen Produzenten wie phreQuincy, Djorkaeff und Shuko beinhalten. Alles Negertiv sollte im Vorfeld zu Promozwecken als EP veröffentlicht werden, jedoch entstanden in drei Tagen Arbeitsphase 15 von Frauenarzt produzierte Tracks, sodass man sich entschied, Alles Negertiv als offizielles Album zu veröffentlichen. Am 9. Februar 2007 erschien Alles Negertiv über Ghetto Musik/Distributionz. Circa ein Jahr nach Release brach der Kontakt zwischen Megaloh und Sprachtot ab, somit wurde das zweite gemeinsame Album nie veröffentlicht.

## Titelliste
Alle Lieder wurden von Frauenarzt produziert.
1. Wir bringen euch Feuer – 4:24
2. Wie es läuft – 3:30
3. Negertiv – 3:33
4. Von den bunten Scheinen – 4:44
5. Sonnenbrille – 3:33
6. Das Geschäft – 3:21
7. Dein Manager – 3:44
8. Das ist nix – 2:41
9. Halt deine Fresse – 3:09
10. Ich will Party machen – 4:00
11. Seid cool – 3:32
12. Zack zack – 3:46
13. Haben nicht viel – 3:20
14. Bomberjacken Sound – 3:51
15. Geh nach Haus (feat. Frauenarzt) – 5:15

## Kritiken
Die Kritik der Website dafoon.com fiel sehr positiv aus. Laut dieser liefern Megaloh und Sprachtot „das erste richtige deutsche Crunk-Album“ ab. Der Sound der LP erinnere an ein Slim-Thug-Album. Abwechslung sei nicht vorhanden, allerdings sei dies kein Nachteil, da die beiden „stimmgewaltigen Rapper“ zum Sound wie „die Faust aufs Auge“ passen. Positiv hervorgehoben werden die Tracks Sonnenbrille, Dein Manager und Von den bunten Scheinen.
Die Review des HipHop-Magazins Generation One fiel weitaus negativer aus. Das Album sei „grenzwertig, gewöhnungsbedürftig, flach“ und „simpel“. Die Instrumentale klängen „amateurhaft“, die Texte der beiden Rapper seien „flach“ und „ohne Inhalt“. Der einzige Lichtblick des Albums sei der Track Haben nicht viel.